# عبدالعزیز (نام)
عبدالعزیز (عربی: عبد العزیز، DMG: عبدالله عبدالعزیز)، نامی عربی برای مردان است و در استفاده از مدرن، نام خانوادگی نیز بوده‌است. از کلمات عبد، به معنی بنده و عزیز به معنی بلند مرتبه ساخته شده‌است. این نام معمولاً به صورت اختصاری «عزیز» خوانده می‌شود. این نام به معنای «بنده حق تعالی» است، العزیز یکی از نام‌های خدا در اسلام است که نام‌های کلامی مسلمانان را به وجود آورده‌است.
حرف a از al- بدون تأکید است و تقریباً با هر مصوتی، اغلب توسط u قابل ترجمه است. بنابراین قسمت اول می‌تواند به صورت عبدالله ظاهر شود، بدون فاصله و خط فاصله.
ممکن است به:

## افراد
- عبدالعزیز بن عبدالرحمن آل سعود
- مولانا عبدالعزیز
- لبنا عبدالعزیز (زاده ۱۹۳۵)، بازیگر مصری
- سعاد نصر عبدالعزیز (۱۹۵۳–۲۰۰۷)، بازیگر مصری صحنه، تلویزیون و سینما
- یاسمین عبدالعزیز (متولد ۱۹۸۰)، بازیگر مصری

### به عنوان نام خانوادگی
- لولوه بنت عبدالعزیز آل سعود (حدود ۱۹۲۸–۲۰۰۹)، شاهزاده سعودی
- سلطان بنت عبدالعزیز آل سعود (حدود ۱۹۲۸–۲۰۰۹)، شاهزاده سعودی
- بندری بنت عبدالعزیز آل سعود (۱۹۲۸–۲۰۰۸)، شاهزاده سعودی
- حیا بنت عبدالعزیز آل سعود (حدود ۱۹۲۹–۲۰۰۹)، شاهزاده سعودی

### به عنوان‌های دیگر
- پایگاه هوایی شاه عبدالعزیز
- دانشگاه ملک عبدالعزیز
- سیدی عبدالعزیز
- فرودگاه بین‌المللی ملک عبدالعزیز
- فرودگاه سلطان عبدالعزیز شاه
- ورزشگاه ملک عبدالعزیز